# Channelview
Channelview é uma Região censo-designada localizada no estado norte-americano do Texas, no Condado de Harris.

## Demografia
Segundo o censo norte-americano de 2000, a sua população era de 29.685 habitantes.

## Geografia
De acordo com o United States Census Bureau tem uma área de 46,6 km², dos quais 42,0 km² cobertos por terra e 4,6 km² cobertos por água.

## Localidades na vizinhança
O diagrama seguinte representa as localidades num raio de 12 km ao redor de Channelview.